# Arachnopeziza
Arachnopeziza Fuckel – rodzaj grzybów z typu workowców (Ascomycota).

## Systematyka i nazewnictwo
Pozycja w klasyfikacji według Index Fungorum: Arachnopezizaceae, Helotiales, Leotiomycetidae, Leotiomycetes, Pezizomycotina, Ascomycota, Fungi.
Synonimy: Arachnopezizella Kirschst., Arachnoscypha Boud.

## Charakterystyka
Subikulum białawe lub w odcieniu od pomarańczowego do płowożółtego, obfite lub skąpe. Owocniki typu apotecjum (miseczka) od małej do średniej wielkości, o kształcie od kubkowatego do talerzykowatego, siedzące, o barwie od białej do pomarańczowej lub płowożółtej. Ekscypulum szkliste, zbudowane z jednej lub kilku warstw wielokątnych komórek, niżej przechodzących w grubościenne, nieregularne. Włoski różnego rodzaju, od bezbarwnych do pomarańczowych. Worki 8-zarodnikowe, małe do dość dużych, maczugowate do cylindrycznych, wyrastające z pastorałek, o wierzchołkach zmieniających barwę na niebieską pod działaniem jodu. Askospory szkliste, elipsoidalne, wrzecionowate lub nitkowate, z 1–7 przegrodami, na których zwykle zwężają się. Parafizy szkliste, proste lub rozgałęzione, nitkowate, zwykle septowane. Grzyby saprotroficzne.

## Gatunki występujące w Polsce
- Arachnopeziza aurata Fuckel 1870
- Arachnopeziza aurelia (Pers.) Fuckel 1870 – pajęczynokustrzebka złotożółta
- Arachnopeziza leonina (Schwein.) Dennis 1963

Nazwy naukowe na podstawie Index Fungorum. Wykaz gatunków według M.A. Chmiel i innych.